# مجلس السياسات الوطني (الأردن)
مجلس السياسات الوطني(بالإنجليزية: National Policies Council)‏ هو مؤسسة حكومية أردنية تأسس عام 2016 مهمته مناقشة السياسات والبرامج الاقتصادية وخطط التنمية في مختلف القطاعات، وتحديد أبرز المعوقات التي تقف في وجه النمو الاقتصادي، واقتراح الحلول لتجاوزها، ليكون هذا المجلس مساندا لجهود الحكومة. يضم في عضويته رؤساء السلطات الدستورية الثلاث وعدداً من الوزراء وكبار موظفي الدولة التنفيذيين وقادة الأجهزة الأمنية.

## الاعضاء
يرأس المجلس سمو الأمير فيصل بن الحسين. ويتراس الملك عبد الله الثاني بن الحسين المجلس في عدد من اجتماعاته ويكون الحضور في عددا من مسؤولي الحكومة ورؤساء السلطات الدستورية الثلاث وعدداً من الوزراء وكبار موظفي الدولة التنفيذيين والديوان الملكي منهم، رئيس الديوان الملكي الهاشمي، ووزير الخارجية وشؤون المغتربين، ومستشار الملك لشؤون الأمن القومي مدير المخابرات العامة، ومدير مكتب الملك، ومقرر مجلس السياسات الوطني، ووزير الداخلية ووزير الدولة لشؤون الاعلام، ورئيس هيئة الأركان المشتركة، ومديرا الأمن العام وقوات الدرك.